# Sió
Sió [šió] je řeka v západním Maďarsku, sloužící jako odvodňovací kanál z jezera Balaton do Dunaje. Je dlouhá 121 km. Celková délka od pramene Zaly přes jezero Balaton a vodní kanál Sió činí 360 km. Povodí řeky má rozlohu 9216 km² (včetně Balatonu – 14 953 km²).

## Průběh toku
Vzniká soutokem zdrojnic Jaba i Kis-Koppány jižně od Balatonu nedaleko vesnice Ádánd. Teče na východ přes rovinu Mezőföld, kde přijímá největší přítok Kapos. U severního okraje kopce Tolna se obrací na jih a teče rovnoběžně s řekou Sárvíz. Před kopcem Oriás u vesnice Sióagárd přijímá Sárvíz zleva a obrací se opět na východ. Po dalších 20 km ústí nedaleko Szekszárdu zprava do Dunaje na severním okraji mokřadů Sárköz.

## Vodní režim
Průměrný roční průtok činí 39 m³/s.

## Využití
V roce 1863 byla řeka spojena stejnojmenným kanálem s Balatonem. Kanál ústí do řeky poblíž soutoku zdrojnic u vesnice Ádánd na horním toku. Průtok v řece je tak regulovaný prostřednictvím zdymadel na kanálu.